# Cannabinoïd-hyperemesissyndroom
Het cannabinoïd-hyperemesissyndroom wordt gekarakteriseerd door herhaaldelijk optredende perioden van misselijkheid, braken en krampende buikpijn, bij mensen die langdurig cannabis gebruiken. Deze symptomen verminderen tijdelijk door het nemen van een hete douche, en blijvend door het stoppen met het gebruik van deze drug.
Het syndroom is in 2004 voor het eerst beschreven door Allen en collega's en in 2009 door Sontineni en collega's. Een latere studie uit 2012 beschreef een groep van 98 personen met dit syndroom en bevestigde de eerdere bevindingen.

## Symptomen
Mensen met het cannabinoïd-hyperemesissyndroom gebruiken jarenlang frequent (ten minste wekelijks; meestal zelfs dagelijks) cannabis. De klachten beginnen meestal, zonder een duidelijke aanleiding, nadat de patiënt vele jaren cannabis heeft gebruikt: mensen bij wie dit syndroom wordt vastgesteld, gebruiken gemiddeld ongeveer 10 jaar cannabis. Ze hebben last van periodieke aanvallen van heftige misselijkheid en braken die 24-48 uur duren, en die in de ochtend het heftigst zijn. Soms gaat dit zelfs gepaard met koliekachtige pijnen. Deze perioden worden afgewisseld met perioden van 4-8 weken zonder klachten. Er kan een acute nierinsufficiëntie optreden. Nogal eens treedt er gewichtsverlies op. De stoelgang is niet veranderd. Met bloed- of röntgenonderzoek wordt er vaak geen afwijking gevonden, behalve afwijkingen die veroorzaakt worden door het braken, zoals lichte hypokaliëmie, hypochloremie en uitdroging.
In 98% van de gevallen verminderen de klachten tijdelijk door het nemen van een heet bad of en hete douche, wat soms tot gevolg heeft dat patiënten dwangmatig veel baden of douchen.
De klachten verdwijnen geheel als er geen cannabis meer wordt gebruikt.
De diagnose mag pas worden gesteld als andere mogelijke oorzaken van deze klachten worden uitgesloten, zoals galsteenaanvallen, pancreatitis en zwangerschap.

## Pathogenese
Er zijn verschillende theorieën die de klachten zouden kunnen verklaren, maar geen enkele is vooralsnog bewezen. Zij zijn te verdelen in twee groepen:
1. De opstapeling van cannabinoïden in het lichaam en de giftigheid van deze stoffen;
2. De werking van cannabinoïdreceptoren in het brein en in het bijzonder in de hypothalamus.

Mogelijk is het cyclische patroon van de klachten te verklaren doordat delta-9-tetrahydrocannabinol (THC) en cannabidiol in het lichaamsvet worden opgeslagen. Dat bereikt na enkele jaren een toxische concentratie. Als iemand begint te braken, komen deze stoffen versneld vrij vanuit de vetreservoirs waardoor het effect zichzelf versterkt.
Er is niet bekend hoe het komt dat warme baden de klachten (tijdelijk) verminderen.

## Epidemiologie
Het is niet bekend hoe vaak dit syndroom voorkomt.

## Behandeling
Uiteraard staat voorop dat er meteen helemaal gestopt moet worden met het gebruik van cannabis.
Veel traditionele behandelmethoden tegen misselijkheid en braken, zoals domperidon, blijken niet effectief te zijn. Behandeling met lorazepam, alprazolam of haloperidol heeft voor sommige mensen verlichting gegeven. Als gevolg van het herhaaldelijk braken en het hete douchen is er een kans op uitdroging en nierfalen, en dit kan worden verholpen door intraveneus vocht aan te vullen en elektrolyten te corrigeren.

## Prognose
Het probleem verdwijnt binnen enkele weken tot maanden geheel, nadat de patiënt gestopt is met het gebruik van cannabis.
Het probleem komt echter vaak weer snel terug, doordat veel mensen toch weer opnieuw cannabis gaan gebruiken.